# Mindanao-Moschusflughund
Der Mindanao-Moschusflughund (Ptenochirus wetmorei) ist ein in Südostasien verbreitetes Fledertier in der Unterfamilie der Kurznasenflughunde. Populationen außerhalb von Mindanao zählen seit 2019 zur Weißkragen-Altwelt-Fruchtfledermaus (Megaerops albicollis).

## Merkmale
Mit einer Kopf-Rumpf-Länge von 71 bis 76 mm, einer Schwanzlänge von 3 bis 5 mm und einem Gewicht von 16 bis 21 g ist die kleiner als der Kleine Moschusflughund (Ptenochirus minor). Die Länge der Unterarme beträgt 47 bis 52 mm, die Hinterfüße sind 12 bis 13 mm lang und die Ohren erreichen 13 bis 15 mm Länge. Typisch für den Kopf sind eine breite, fast nackte Schnauze mit grauer Haut und mit rohrförmigen Nasenlöchern, die nach außen gerichtet sind. Weitere Kennzeichen sind mittelgroße Augen mit kastanienbrauner Iris, hellbraune abgerundete Ohren und ein fehlender Antitragus. Die recht kurzen Haare des Kopfes sind grau mit braunen Spitzen. Auf dem Rücken ist das Fell ähnlich gefärbt, obwohl nicht alle Haare braune Spitzen tragen. Unterseits hat das Fell meist eine rötliche Farbe und es bildet an den Schultern Büschel. Nur auf der Brust und auf dem Bauch ist das Fell eher grau. Der Mindanao-Moschusflughund hat eine gut entwickelte Schwanzflughaut und einen kurzen Fersensporn (Calcar). Im Oberkiefer ist der innere der kleinen Schneidezähne etwas länger, der Eckzahn ist lang und der erste Prämolar ist winzig. Im Unterkiefer fehlt der innere Schneidezahn, der zweite ist klein, der Eckzahn ist mäßig groß und gebogen, der erste Prämolar ist klein und die weiteren Backenzähne sind gut entwickelt.

## Verbreitung, Lebensweise und Gefährdung
Die Art ist nur in nördlichen, westlichen und südlichen Bereichen von Mindanao verbreitet. Sie teilt ihr Revier mit dem Kleinen Moschusflughund. Die Exemplare halten sich in ursprünglichen und veränderten tropischen Bergwäldern zwischen 800 und 1200 Meter Höhe auf. Die Nahrung besteht vorwiegend aus Feigen und vermutlich aus anderen Früchten. Trächtige Weibchen mit einem Embryo wurden im April registriert.
Die Rodung der Regenwälder wirkt sich vermutlich negativ aus. Im Verbreitungsgebiet liegt die Schutzzone Mount Kitanglad Range Natural Park. Von der IUCN erfolgte noch keine neue Einschätzung nach Aufteilung der ursprünglichen Art.